# فيرجيل فاغنر
فيرجيل فاغنر (بالإنجليزية: Virgil Wagner)‏ هو لاعب كرة القدم الكندية أمريكي، ولد في 27 فبراير 1922 في بلفيل في الولايات المتحدة، وتوفي في المدينة نفسها في 22 أغسطس 1997.